# Neocnemodon
Neocnemodon is een vliegengeslacht uit de familie van de zweefvliegen (Syrphidae).

## Soorten
- N. albipleura (Cresson, 1921)
- N. auripleura (Curran, 1921)
- N. calcarata (Loew, 1866)
- N. carinata (Curran, 1921)
- N. cevelata (Curran, 1921)
- N. corvallis (Curran, 1921)
- N. coxalis (Curran, 1921)
- N. elongata (Curran, 1921)
- N. intermedia (Curran, 1921)
- N. longiseta (Curran, 1921)
- N. lovetti (Curran, 1921)
- N. myerma (Curran, 1921)
- N. nigricornis (Curran, 1922)
- N. nudifrons (Curran, 1921)
- N. ontarioensis (Curran, 1921)
- N. pisticoides (Williston, 1887)

- N. placida (Curran, 1921)
- N. rita (Curran, 1921)
- N. sinuosa (Curran, 1921)
- N. squamulae (Curran, 1921)
- N. trochanterata (Malloch, 1918)
- N. unicolor (Curran, 1921)
- N. venteris (Curran, 1921)